# Гиновци
Гиновци или Гиновце (на македонска литературна норма: Гиновци) е село в Северна Македония, в община Ранковце.

## География
Селото е разположено в областта Славище.

## История
Църквата „Свети Никола“ в Гиновци е от ХVІІ, като е обновена в ХІХ век. В края на XIX век Гиновци е българско село в Кривопаланска каза на Османската империя. Според статистиката на Васил Кънчов („Македония. Етнография и статистика“) от 1900 година Гиновци е населявано от 420 жители българи християни. Цялото население на селото е под върховенството на Българската екзархия. По данни на секретаря на екзархията Димитър Мишев („La Macédoine et sa Population Chrétienne“) в 1905 година в Гиновци има 440 българи екзархисти и функционира българско училище.
През януари 1907 година селото (общо 75 къщи) е принудено от сръбската пропаганда да се откаже от Екзархията и е обявено за сръбско, но дни след прокламирането на Конституцията в Османската империя през юли 1908 година и обявеното разпускане на четите отново става екзархийско.
При избухването на Балканската война в 1912 година 33 души от Гиновци са доброволци в Македоно-одринското опълчение.
По време на Първата световна война Гиновци е влючено в Петърлишка община и има 386 жители.
Според преброяването от 2002 година селото има 315 жители.
| Националност     | Всичко |
| северномакедонци | 308    |
| албанци          | 0      |
| турци            | 0      |
| роми             | 4      |
| власи            | 0      |
| сърби            | 2      |
| бошняци          | 0      |
| други            | 1      |

## Личности
Родени в Гиновци
- Антон (Андон) Спасов Иванов, македоно-одрински опълченец, 2 рота на 2 скопска дружина.[8] Носител на орден „За храброст“ III степен от Първата световна война.[9]
- Богдан Якимов Ангелов (1869 - след 1943), български революционер
- Йосиф Арсов Христов, македоно-одрински опълченец, 2 рота на 2 скопска дружина.[10]
- Петре Станков, български революционер от ВМОРО, четник на Димитър Кирлиев[11]
- Петър (Петруш) Иванов Алексиев, македоно-одрински опълченец, 2 рота на 2 скопска дружина[12]
- Спас Атанасов Ангелков, македоно-одрински опълченец, 2 рота на 2 скопска дружина, носител на бронзов медал[13]
- Стоимен Атанасов, български революционер от ВМОРО, четник на Петко Стефанов в 1915 година[14]
- Стоимен Георгиев, български революционер от ВМОРО, четник на Петко Стефанов в 1915 година[14]
- Стоян Спасов (1884 – ?), български революционер от ВМОРО